# Вуйчич, Елена
Елена Вуйчич (серб. Јелена Вујичић, род. 24 января 2001, Плевля) — черногорская горнолыжница. Участница зимних Олимпийских игр 2018 года.

## Биография
Елена Вуйчич родилась 24 января 2001 года в югославском городе Жабляк (сейчас в Черногории).
Выступала в соревнованиях по горнолыжному спорту за клуб «Савин Кук — 2017» из Жабляка.
В 2018 году вошла в состав сборной Черногории на зимних Олимпийских играх в Пхёнчхане. В слаломе не смогла завершить первый заезд. В гигантском слаломе заняла последнее, 58-е место, показав по сумме двух заездов результат 2 минуты 58,65 секунды и уступив 38,63 секунды завоевавшей золото Микаэле Шиффрин из США. Была знаменосцем сборной Черногории на церемонии открытия Олимпиады.
В 2021 году участвовала в чемпионате мира по горнолыжному спорту в Кортина д’Ампеццо. Как в слаломе, так и в гигантском слаломе не смогла завершить первый заезд.